# CRKSV Jong Colombia
Maillots
Le CRKSV Jong Colombia, plus communément appelée le Jong Colombia, est un club de football de la ville de Boca Samí dans l'île de Curaçao.
Il possède l'un des plus grands palmarès du pays avec 11 championnats de Curaçao, 11 championnats des Antilles néerlandaises et deux finales de la Coupe des champions de la CONCACAF.

## Palmarès
- Coupe des champions de la CONCACAF :
  - Finaliste : 1967 et 1979.

- Championnat de Curaçao (11) :
  - Champion : 1964, 1966, 1967, 1968, 1970, 1973, 1974-1975, 1976, 1988, 1994 et 2000
  - Vice-champion : 1956, 1961, 1972, 1977-1978, 1978-1979, 1991, 1993, 1996, 1997, 2003 et 2007

- Championnat des Antilles néerlandaises (11) :
  - Champion : 1966, 1968, 1972, 1974, 1975-1976, 1978-1979, 1979-1980, 1989, 1994, 1997 et 2001
  - Vice-champion : 1967, 1977, 1991, 1993, 2003 et 2007

- Championnat de Curaçao de football D2 (2) :
  - Champion : 1952 et 2011-2012

## Organisation du club

### Joueurs emblématiques
- Nuelson Wau
- Rocky Siberie
- Brutil Hosé
- Shanon Carmelia

## Historique du logo

Historique des logos du Jong Colombia
Ancien logo
Logo actuel